# Hovanyecz László
Hovanyecz László (Gyöngyös, 1940. május 23. – 2013. október 28.) magyar újságíró, egyetemi oktató.

## Életpályája
Hovanyecz László Gyöngyösön született 1940. május 23-án Hovanyecz Ferenc és Reviczki Julianna gyermekeként. 1958-ban érettségizett. 1958–1959 között egy vasipari cégnél volt segédmunkás. 1959–1964 között az Eötvös Loránd Tudományegyetem Bölcsészettudományi Karának magyar–történelem szakos hallgatója volt. 1964–1974 között a debreceni Kossuth Lajos Tudományegyetemen történelmet oktatott. Közben, 1965–1967 között, ugyanazon egyetem hallgatója volt. 1965-től jelentek meg művei. 1969–1970 között Franciaországban volt ösztöndíjas.
1970-ben doktorált történelemből. 1974-től az Eötvös Loránd Tudományegyetemen dolgozott. 1980-ig volt egyetemi adjunktus, attól kezdve lett újságíró.
1980–1985 között a Társadalmi Szemle rovatvezetője volt (MSZMP-tag?), 1990-től pedig rovatszerkesztője lett. 1983-tól öt évig a Mozgó Világ főszerkesztő-helyettese volt. 1985–1989 között a Népszabadság főszerkesztő-helyettese, 1990-től főmunkatársa volt. 2004-től az Európai Tükör lapszerkesztőjeként dolgozott. 2005-ben nyugdíjba vonult. 2006-tól a Magyar Távirati Iroda tulajdonosi tanácsadó testületének tagjaként, 2008-tól a Tekintet felelős szerkesztőjeként működött. A Hazám-díj kuratóriumának tagja volt.

## Művei
- Győrfi Lajos–Hovanyecz László–Szücs Ernő: A hajdú-bihari állami sütőipar negyedszázada, 1949-1974. Jubileumi kiadvány; Alföldi, Debrecen, 1974
- A kapitalizmusról gondolkodva. Válogatás KISZ-vezetőknek és propagandistáknak; szerk. Hovanyecz László; KISZ KB, Bp., 1986 (Korkép, körkép, kórkép)
- Vita, együttműködés, kibontakozás; Zrínyi, Bp., 1989 (Álláspontunk)
- Milyen nép a magyar?; vál., szerk., előszó Hovanyecz László; Pannonica, Bp., 2002 (Kis nemzethatározó)
- Csányi Vilmos. A zseblámpás ember; Kossuth, Bp., 2002 (Felgyorsult idő)
- E-világi beszélgetések (2003)
- Értékteremtők (sorozat)
- Eger két írócsillaga: Bródy Sándor és Gárdonyi Géza (2005)
- Hunyady Margit. Egy mai történet a tizenkilencedik századból; családi hagyaték alapján közread. Alexander Brody, sajtó alá rend. Kurta Zsuzsanna, szerk. Hovanyec László; Ulpius-ház, Bp., 2006
- Fehér Judit: Asszonyok. Bródy Sándor feleségének története és írásai; sajtó alá rend. Kurta Zsuzsanna, szerk. Hovanyecz László, közread., bev., összekötő szöveg, epilógus Alexander Brody; Ulpius-ház, Bp., 2007

## Díjai
- Népszabadság-díj (1991, 1992, 1995, 1999, 2000)
- Demény Pál-emlékérem (2000)
- Pethő Sándor-díj (2003)
- Akadémiai Újságírói Díj (2004)
- Aranytoll (2008)
- Pécel díszpolgára (2010)
- Hazám-díj (2014) /posztumusz/ [3]
- Szabad Sajtó-díj (2015) /posztumusz/